# Weta
"Weta" es el nombre común que se da a un grupo de alrededor de 70 especies de grandes ortópteros, nocturnos y ápteros originarios de Nueva Zelanda. Algunos de ellos se encuentran entre los insectos más grandes y pesados (el weta gigante (Deinacrida fallai), por ejemplo) y se cree que son especies muy antiguas, ya que se han hallado fósiles de criaturas parecidas del Triásico, que vivieron hace 180-190 millones de años en Queensland (Australia)[cita requerida]. Miden aproximadamente 10 cm.
Los "wetas" han asumido el papel de pequeños roedores, como los ratones y las ratas, permanecen escondidos durante el día en los agujeros que los escarabajos o las polillas hacen en los árboles, y salen por la noche para comer vegetación, desechos en el suelo del bosque o insectos muertos o enfermos. Utiliza sus poderosas mandíbulas para hacer agujeros lo suficientemente grandes para su cuerpo. 
Los machos son agresivos, cuando se sienten amenazados, levantan sus patas posteriores, que están recubiertas de gran cantidad de espinas. Los machos cuidan un número de hembras e insectos jóvenes. Las hembras ponen huevos entre la vegetación o cerca de ella.
El nicho ecológico de estos insectos se empezó a reducir cuando los polinesios introdujeron el kiore (rata del Pacífico) en Nueva Zelanda y los europeos llevaron ratas europeas en sus barcos. Muchos wetas están en peligro además por su vulnerabilidad a la depredación del tuatara, el kiwi o incluso estos roedores.
Hay dos grandes familias donde encontramos las cien especies de wetas en los ortópteros :
- Stenopelmatidae o Anostostomatidae, (que incluye el weta de los árboles, el weta de cuernos, el weta de suelo y el weta gigante) los auténticos wetas de Nueva Zelanda y los king crickets de Australia. Son robustos, ápteros y los machos tienen las mandíbulas muy desarrolladas -dimorfismo sexual-.
- Rhapidophoridae (que incluye el weta de caverna o el weta saltador) especies que se hallan en Australia, pero allí las llaman grillos de las cavernas. Son muy pequeños y carecen de órganos para producir o recibir sonidos.

Estos animales son capaces de entrar en un proceso de criptobiosis durante los fuertes inviernos, gracias a lo cual logran sobrevivir; esto es, durante el tiempo frío en el cual la temperatura se encuentra por debajo de 0 °C los wetas hibernan en un estado de suspensión animada en el cual pese al total congelamiento de su cuerpo y la desaparición de signos vitales, no se produce la ruptura de sus células ni de sus tejidos por la cristalización del agua que contienen. Pueden vivir hasta los cinco años.